# The Cure (musikalbum)

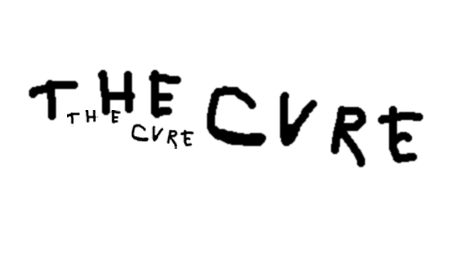
The Cure (musikalbum), logotyp

The Cure är det självbetitlade tolfte studioalbumet av det engelska rockbandet The Cure, utgivet den 28 juni 2004. Albumet är gruppens debut på skivbolaget Geffen Records och förutom sångaren/gitarristen Robert Smith producerades det också av Ross Robinson (Limp Bizkit, Korn med flera). Det är mycket hårdare och rockigare än dess föregångare, och rör sig i gränslandskapet mellan Faith (1981) och Pornography (1983).

## Låtlista
Text av Robert Smith; musik av Smith, Cooper, Bamonte, O'Donnell, Gallup
1. "Lost" - 4:08
2. "Labyrinth" - 5:14
3. "Before Three" - 4:40
4. "The End of the World" - 3:44
5. "Anniversary" - 4:23
6. "Us or Them" - 4:09
7. "alt.end" - 4:31
8. "(I Don't Know What's Going) On" - 2:58
9. "Taking Off" - 3:20
10. "Never" - 4:05
11. "The Promise" - 12:49

## Singlar
- "The End of the World" (19 juli 2004)
- "alt.end" (12 oktober 2004)
- "Taking Off" (18 oktober 2004)

## Medverkande
- Robert Smith - sång, gitarr
- Perry Bamonte - gitarr
- Simon Gallup - bas
- Jason Cooper - trummor
- Roger O'Donnell - keyboard